# Einar Aaron Swan

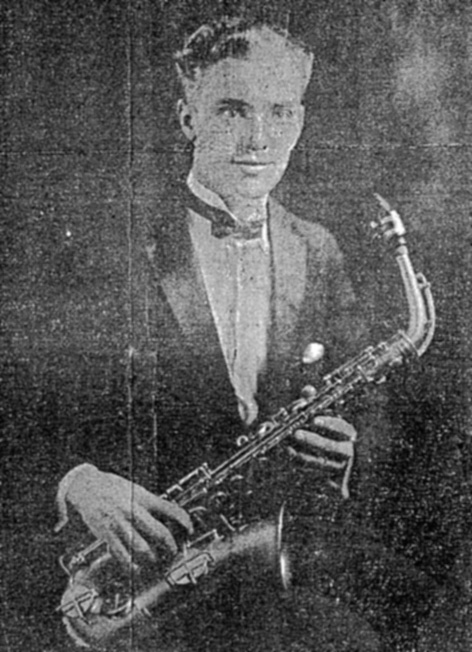
Einar A Swan på ett fotografi ur tidningen Worcester Telegram 1927.

Einar Aaron Swan (ursprungligen Einar (Eino) William Swan), född den 20 mars 1903 i Fitchburg i Massachusetts, död den 8 augusti 1940 i Greenwood Lake i delstaten New York, var en amerikansk musiker, arrangör och kompositör av finsk härkomst.

## Bakgrund och barndom
Einar A Swan föddes som barn till finska immigranter i USA. Hans far, Matti Joutsen (som antog det engelska namnet John Matthew Swan) var snickare, instrumentmakare och ivrig amatörmusiker, och hade lämnat Finland 1899 till följd av den tilltagande förryskningen. Modern Edla Maria Aaltonen emigrerade året därpå och träffade och gifte sig med John Swan kort därefter. Paret fick nio barn varav ett dog som spädbarn.
Einar och hans återstående syskon fick genom faderns försorg en grundmurad musikalisk utbildning och träning, och framträdde tidigt i olika konstellationer tillsammans med sin far i "The Swan Family Orchestra". Einar, som var näst äldst, var den mest begåvade av dem och spelade fiol redan som fyraåring. Han fortsatte sedan med bland annat klarinett, saxofon, piano och en rad olika instrument redan innan han hunnit komma i tonåren. Totalt skulle Einar Swan som vuxen behärska ett tjugotal musikinstrument. Han fick sin första egna komposition, en marsch, förlagd som elvaåring 1914.

## Musikerkarriär
Redan som 16-åring började Swan, som då bodde med sina föräldrar och syskon i Worcester, leda egna tillfälliga mindre dansorkestrar, och sedan han gått ut skolan bildade han 1922 en fast ensemble, Swanie's Serenaders. Orkestern, i vilken flera musiker av skandinavisk härkomst ingick, verkade framgångsrikt på olika orter i Massachusetts i tre år. Från början hade Swans huvudinstrument varit fiol men han övergick snart alltmer till att framträda på altsaxofon.
Någon gång under 1924 fick den kände orkesterledaren Sam Lanin upp ögonen för Swan och engagerade denne till sitt band på Roseland Ballroom i New York. Här spelade Swan med musiker som Red Nichols, Vic Berton och inte minst tubaisten Joe Tarto. Med Tarto blev Swan god vän, och de båda skrev också arrangemang till orkestern. De komponerade också minst ett stycke ihop: White ghost shivers. Swan tycks vid denna tid också ha försett det andra av Roseland Ballrooms husband, Fletcher Hendersons orkester, med arrangemang.
När Swan varit hos Lanin i cirka fem månader kom nästa karriärmöjlighet i samband med ett framträdande i Springfield. En ännu kändare orkesterledare, Vincent Lopez, fick här höra den unge multiinstrumentalisten och värvade honom till sin egen orkester. Hos Lopez stannade Swan troligen 1920-talet ut och deltog bland annat i orkesterns framgångsrika englandsturné 1925. Även här verkade Swan både som musiker och arrangör. Till kollegorna i orkestern hörde bland andra Mike Mosiello, Xavier Cugat och, även här, Joe Tarto.

## Arrangörs- och kompositörskarriär

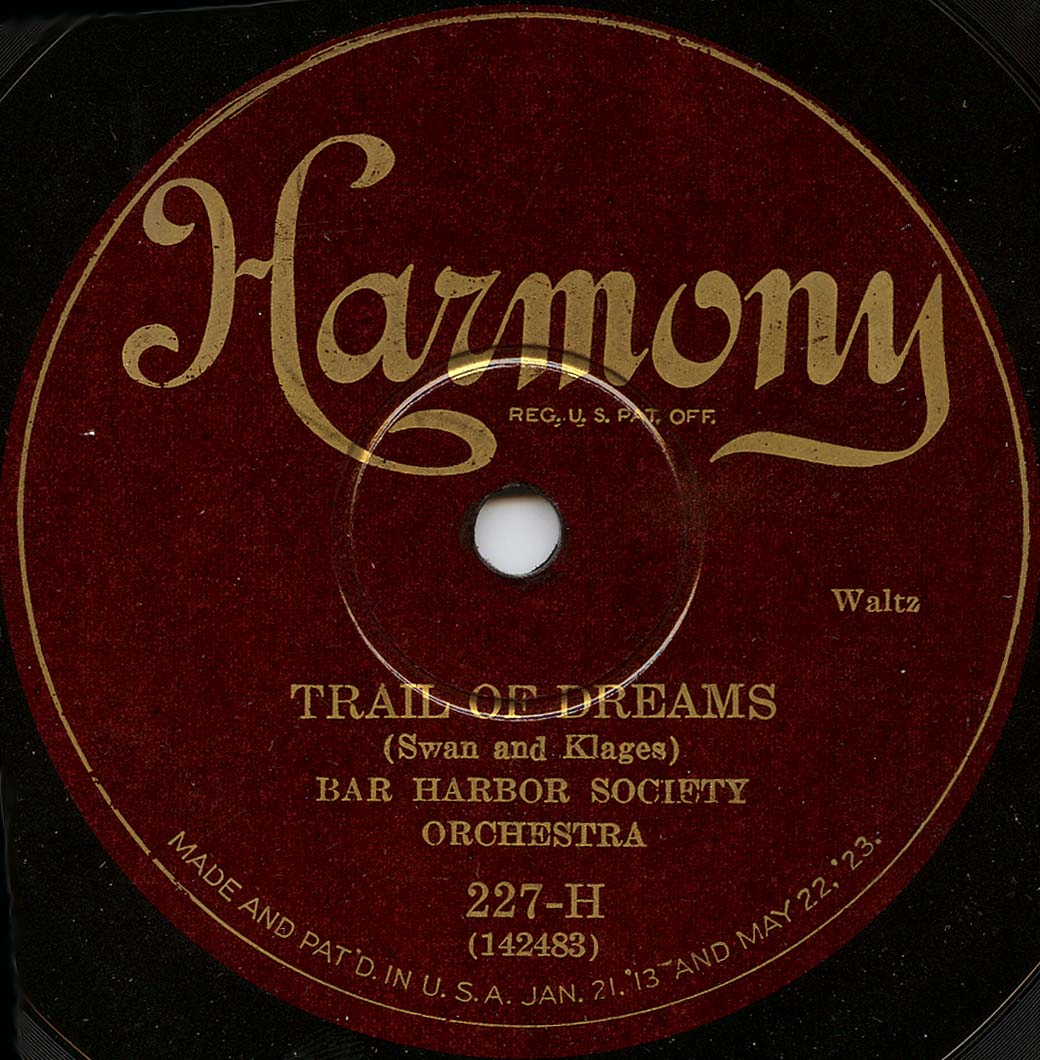
Utgåva av Swans komposition Trail of dreams på skivmärket Harmony.

Omkring 1930 valde Einar Swan att sluta verka som musiker för att helt satsa på att skriva arrangemang och i någon mån komponera. Han arrangerade för såväl konserter som radiopgrogram och för orkesterledare som Dave Rubinoff och Raymond Paige, av vilka den senare ledde en hundra man stark orkester!
Även om Swan insåg att det var svårare att livnära sig som kompositör än som arrangör hade han uppenbara ambitioner även i den förra riktningen, och har efterlämnat en handfull kända kompositioner och uppgifter om ytterligare några som verkar ha gått förlorade. Under sin tid med Lopez hade han, utöver den nämnda White ghost shivers bland annat komponerat valsen Trail of dreams, vilken varit en ganska stor framgång 1926 och spelats in av ett flertal skivbolag. Sin absolut största succé som kompositör fick Swan dock 1931 med When your lover has gone. Denna vemodiga ballad blev omedelbart mycket populär och användes redan samma år som ledmotiv i filmen Blonde crazy med James Cagney. Den ingår alltjämt i jazzens standardrepertoar och har sjungits och spelats in av hundratals artister, däribland Louis Armstrong, Ethel Waters, Billie Holiday, Sarah Vaughan och Frank Sinatra. 
Bland andra Swankompositioner kan nämnas In the middle of a dream (1939), vilken han skrev tillsammans med Tommy Dorsey och som placerade sig på Billboardlistan detta år. Utöver av Dorsey själv har denna melodi spelats in av bland annat Red Norvo.

## Privatliv
Omkring 1923 hade Swan lärt känna och förälskat sig i en judisk emigrant från Ryssland, Anna Kaufmann (1904–1993). Trots hans familjs ogillande inte bara gifte de sig, utan Swan konverterade till judendomen och bytte sitt namn William mot Aaron. Detta ledde till en total brytning med resten av familjen där hans far redan tidigare visat sitt ogillande av sonens orientering bort från klassisk musik till jazz och dansmusik. Einar försonades aldrig med sina föräldrar.
I sitt eget äktenskap fick Swan en son och en dotter, och hans val att lämna den aktiva musikerkarriären med allt dess turnerande och oregelbundna arbetstider skall mycket ha berott på en önskan att vara hemma med familjen i större utsträckning. I mitten av 1930-talet fick Swan veta att han led av mycket högt blodtryck och han dog härav 37 år gammal 1940. Hans änka överlevde honom med mer än fem decennier och fick bland annat hjälp med sin ekonomiska situation genom att Frank Sinatra donerade royaltyintäkterna från sin insjungning av When your lover has gone till henne.